# دفتر خدمات راهبردی
دفتر خدمات راهبردی یا اُ. اس. اس (به انگلیسی: Office of Strategic Services) با سرواژه OSS یک سازمان اطلاعاتی آمریکایی بود که در خلال جنگ جهانی دوم تنها به مدت سه سال از سال ۱۹۴۲ تا ۱۹۴۵ فعالیت می‌کرد. سازمان اُ.اس. اس بعنوان ستاد مشترک ارتش درنظر گرفته شد تا پشت خط دشمن به جاسوسی و جمع‌آوری اطلاعات برای همهٔ شاخه‌های نظامی ایالات متحده آمریکا بپردازد. دیگر کاربردهای سازمان اُ.اس. اس در زمینهٔ تولید پروپاگاندا، براندازی و برنامه‌ریزی پساجنگ بود. به پاس خدمات سازمان اُ.اس. اس در خلال جنگ جهانی دوم، در سال ۲۰۱۶ کنگرهٔ آمریکا به این سازمان مدال طلای کنگره‌ای را پیشکش کرد.

## پیشینه (تاریخچه)

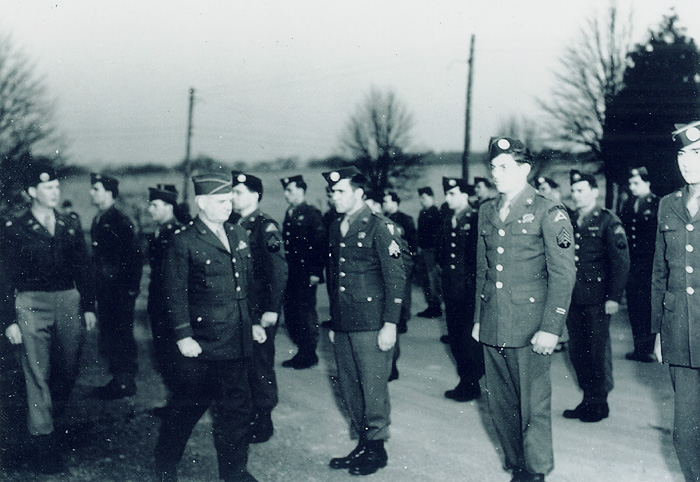
دفتر خدمات راهبردی یا اُ. اس. اس

پیش از تشکیل ستاد اُ.اس. اس، تشکیلات گوناگونی در زمینهٔ جمع‌آوری اطلاعات برای ایالات متحده آمریکا فعالیت می‌کردند. این سازمان‌ها شامل
اطلاعات وزارت خارجه، اطلاعات وزارت خزانه‌داری، اطلاعات وزارت نیروی دریایی و اطلاعات وزارت جنگ بودند که همگی وظیفهٔ جمع‌آوری اطلاعات برای کشور ایالات متحده آمریکا را بر عهده داشتند و به‌صورت موازی کار می‌کردند که باعث می‌شد این اطلاعات بدون هیچگونه نظم و هماهنگی و کنترلی انباشته شوند. همچنین نیروی دریایی دارای بخش اطلاعاتی به نام اُ. پی. ناو و نیروی زمینی آمریکا نیز دارای بخش مشابهی با نام اس. آی. اس بود. همچنین اف.بی. آی مسئول نظارت بر امور داخلی کشور بود. روزولت رئیس‌جمهور وقت ایالات متحده آمریکا از این ناهماهنگی در زمینهٔ اطلاعاتی نگران بود و دستور داد تا شخصی انگلیسی به نام ویلیام استفن‌سن که یک مأمور اطلاعاتی از سرویس اطلاعات مخفی بود، سازمانی را بر پایهٔ «ام.آی. سیکس» انگلستان ایجاد کند.

## برچینش (انحلال)
سرانجام پس از سه سال فعالیت در دوران جنگ جهانی دوم، ستاد اُ.اس. اس در سال ۱۹۴۵ برچیده شد و جای خود را به سازمانی به نام گروه اطلاعات مرکزی داد که در اوایل سال ۱۹۴۶ میلادی به دستور رئیس‌جمهور ترومن بنیان‌گذاری شد. سپس با تصویب لایحه امنیت ملی ۱۹۴۷، نام آن تغییر کرد و به آژانس اطلاعات مرکزی تبدیل گشت.
امروزه ستاد فرماندهی عملیات ویژه که در سال ۱۹۸۷ بنیان‌گذاری شد، دقیقاً از همان نماد ستاد اُ.اس. اس استفاده می‌کند.